# Lyphia angusta
Lyphia angusta är en skalbaggsart som först beskrevs av Lucas 1849.  Lyphia angusta ingår i släktet Lyphia och familjen svartbaggar. Inga underarter finns listade i Catalogue of Life.